# Quatuor à cordes no 3 de Tchaïkovski
Pour les articles homonymes, voir Quatuor à cordes no 3.

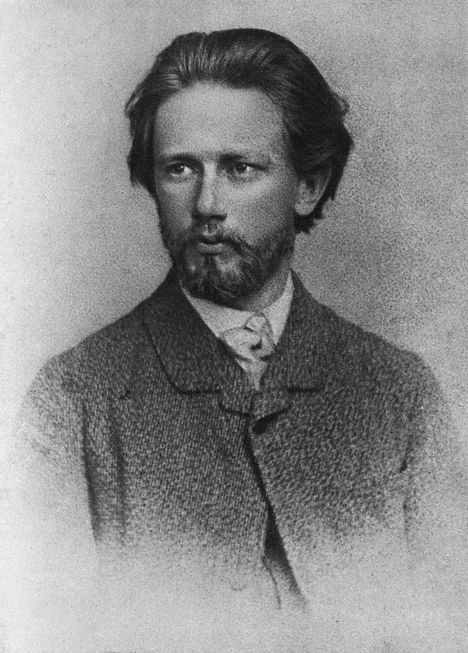
Pyotr Tchaikovsky

Le Quatuor à cordes no 3 en mi bémol mineur, op. 30, de Piotr Ilitch Tchaïkovski fut composé de janvier à février 1876. Le quatuor se compose de deux violons, d'un alto et d'un violoncelle.
Tchaïkovski arrangea le troisième mouvement Andante funebre pour violon et piano la même année.